# Wahlbezirk Österreich unter der Enns 51
Der Wahlbezirk Österreich unter der Enns 51 war ein Wahlkreis für die Wahlen zum Abgeordnetenhaus im österreichischen Kronland Österreich unter der Enns. Der Wahlbezirk wurde 1907 mit der Einführung der Reichsratswahlordnung geschaffen und bestand bis zum Zusammenbruch der Habsburgermonarchie.

## Geschichte
Nachdem der Reichsrat im Herbst 1906 das allgemeine, gleiche, geheime und direkte Männerwahlrecht beschlossen hatte, wurde mit 26. Jänner 1907 die große Wahlrechtsreform durch Sanktionierung von Kaiser Franz Joseph I. gültig. Mit der neuen Reichsratswahlordnung schuf man insgesamt 516 Wahlbezirke, wobei mit Ausnahme Galiziens in jedem Wahlbezirk ein Abgeordneter im Zuge der Reichsratswahl gewählt wurde. Der Abgeordnete musst sich dabei im ersten Wahlgang oder in einer Stichwahl mit absoluter Mehrheit durchsetzen. Der Wahlkreis Österreich unter der Enns 51 umfasste die Gerichtsbezirke Mödling, Liesing, Purkersdorf und Klosterneuburg, wobei folgende Gemeinden vom Wahlbezirk ausgenommen waren:
- die zum Wahlbezirk 35 gehörenden Gemeinden Liesing, Atzgersdorf, Inzersdorf, Kaltenleutgeben, Siebenhirten und Vösendorf (alle Gerichtsbezirk Liesing) sowie Wiener Neudorf (Gerichtsbezirk Mödling)
- die zum Wahlbezirk 36 gehörende Gemeinde Klosterneuburg
- die zum Wahlbezirk 39 gehörende Gemeinde Mödling

Aus der Reichsratswahl 1907 ging August Kemetter (Christlichsoziale Partei) mit 60 Prozent als Sieger im ersten Wahlgang hervor. Kemetter konnte sein Mandat bei der Reichsratswahl 1911 verteidigen, konnte sich in der Stichwahl jedoch nur knapp gegen den sozialdemokratischen Gegenkandidaten durchsetzen.

## Wahlen

### Reichsratswahl 1907
Die Reichsratswahl 1907 wurde am 14. Mai 1907 (erster Wahlgang) durchgeführt. Die Stichwahl entfiel auf Grund der absoluten Mehrheit von Kemetter im ersten Wahlgang.
| Kandidat                                                                       | Partei                             | Wahlkreis- stimmen | Stimmen- anteil |
| ------------------------------------------------------------------------------ | ---------------------------------- | ------------------ | --------------- |
| August Kemetter                                                                | Christlichsoziale Partei           | 6208               | 60,1 %          |
| Alois Korinek                                                                  | Sozialdemokratische Arbeiterpartei | 3145               | 30,5 %          |
| F. Aigner                                                                      | deutsch-fortschrittlicher Kandidat | 757                | 7,3 %           |
| Sonstige                                                                       |                                    | 216                | 2,1 %           |
| Wahlberechtigte: 11.327, Ungültige/Leere Stimmen: 368, Wahlbeteiligung: 94,4 % |                                    |                    |                 |

### Reichsratswahl 1911
Die Reichsratswahl 1911 wurde am 13. Juni 1911 (erster Wahlgang) sowie am 20. Juni 1911 (Stichwahl) durchgeführt.

#### Erster Wahlgang
| Kandidat                                                                       | Partei                             | Wahlkreis- stimmen | Stimmen- anteil |
| ------------------------------------------------------------------------------ | ---------------------------------- | ------------------ | --------------- |
| August Kemetter                                                                | Christlichsoziale Partei           | 4255               | 39,5 %          |
| Alois Korinek                                                                  | Sozialdemokratische Arbeiterpartei | 3634               | 33,8 %          |
| Anton Schütz                                                                   | deutsch-freiheitlicher Kandidat    | 2724               | 25,3 %          |
| Sonstige                                                                       |                                    | 149                | 1,4 %           |
| Wahlberechtigte: 12.098, Ungültige/Leere Stimmen: 459, Wahlbeteiligung: 92,8 % |                                    |                    |                 |

#### Stichwahl
| Kandidat                                                                 | Partei                             | Wahlkreis- stimmen | Stimmen- anteil |
| ------------------------------------------------------------------------ | ---------------------------------- | ------------------ | --------------- |
| August Kemetter                                                          | Christlichsoziale Partei           | 5223               | 51,2 %          |
| Alois Korinek                                                            | Sozialdemokratische Arbeiterpartei | 4983               | 48,8 %          |
| Wahlberechtigte: 12.098, Ungültige Stimmen: 832, Wahlbeteiligung: 91,2 % |                                    |                    |                 |